# حزب الاتحاد (مصر)
حزب الاتحاد هو حزب سياسي مصري أسسه حسام بدراوي (الأمين السابق للحزب الوطني المنحل) عقب ثورة 25 يناير ورئيسه الحالي المستشار رضا صقر .

## المؤسسون
- حسام بدراوي
- سيف الله فهمي
- محمد محمد أنور
- إبراهيم سمير التطاوي

وغيرهم